# Ernesto Lucotti
Ernesto Lucotti (fl. XX secolo) è stato un calciatore italiano, di ruolo centrocampista.

## Carriera
Con il Casale disputa 7 gare nel campionato di Prima Divisione 1923-1924.
In seguito viene ceduto all'Asti.